# Ishkamish
Ishkamish ou Eshkamesh é um distrito da província de Takhar, no Afeganistão.